# Course aérienne Portsmouth-Johannesbourg 1936

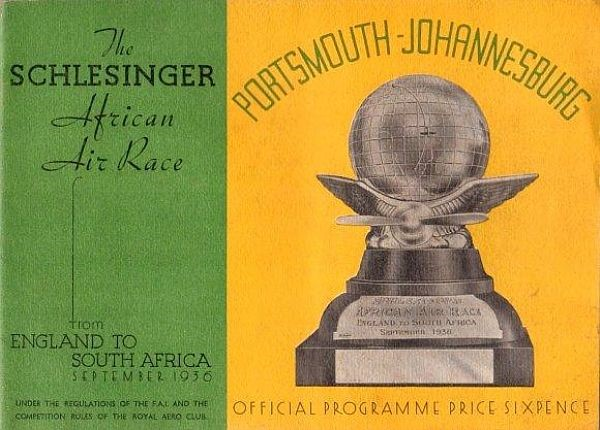
Affiche publiciaire pour la course Schlesinger

La Course aérienne Portsmouth-Johannesbourg (également connue sous le nom du Course Schlesinger ou Course du Rand) est une course aérienne de l'entre-deux-guerres. Elle s'est tenue en septembre 1936. L'objectif était de rejoindre la ville de Johannesbourg en Afrique du Sud, en partant de la ville de Portsmouth en Angleterre.

## Le Prix Schlesinger

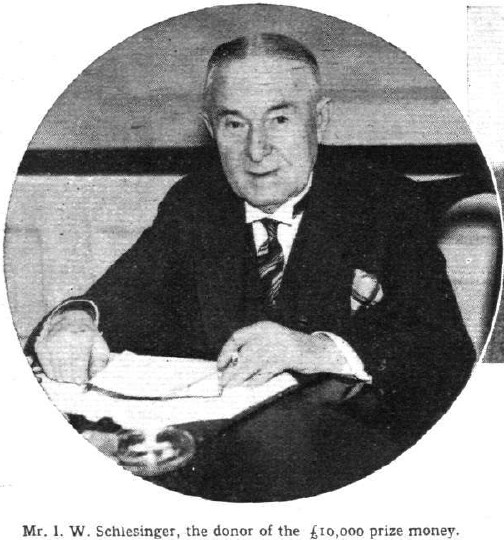
Isidore William Schlesinger

Inspiré par le succès de MacRobertson Air Race de 1934 qui célébrait le centenaire de l'État australien de Victoria, le Royal Aero Club a annonça une course au nom d'Isidore William Schlesinger qui souhaitait promouvoir l'Empire Exposition, en Afrique du Sud, en offrant un prix total de 10 000 £ à diviser en deux parts, pour une course de vitesse et pour une course à handicap. Les deux sections devaient être exécutées simultanément, mais aucun concurrent ne pouvait remporter les deux prix. Cependant la course n'était réservée qu'aux seuls équipages et appareils originaires de l’Empire britannique. 

## La course

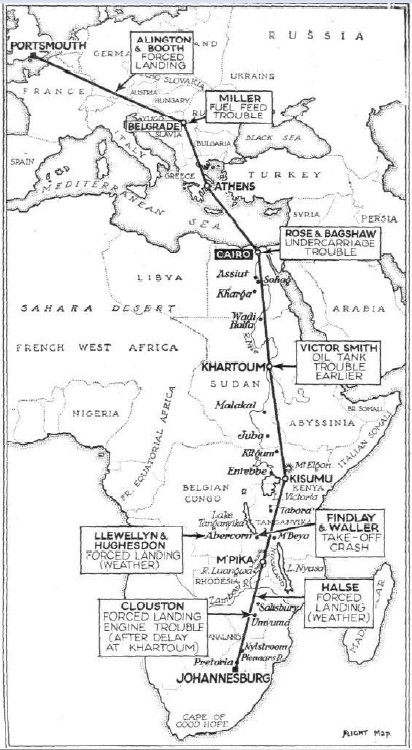
Parcours de la course

Sur les 14 participants, neuf avions ont pris part à la course. Tom Campbell Black était inscrit dans la course sur un Percival Mew Gull, mais dix jours avant le début de la course, un incident eut lieu à l'aéroport de Speke avec une collision avec un autre appareil alors qu'il se préparait à la course. Le fuselage de Black avait presque été coupé en deux par l'hélice du second avion, blessant mortellement Black, qui décède dans l'ambulance sur le chemin de l'hôpital. 
Les deux appareils, Miles Peregrine et Percival Vega Gull de M. Chand, n'étaient pas prêts, tandis que le Vega Gull de John E. Carberry a été endommagé lorsque Beryl Markham a atterri dans une tourbière à Balleine Cove, sur l'île du Cap-Breton, le 4–5 septembre.
La course débuta à l’aérodrome de Portsmouth à 6 h 15, le mardi 29 septembre. Les pilotes devaient obligatoirement passer par Belgrade, Athènes, Le Caire, Khartoum, Kisumu et Mpika.
Pays ou territoires survolés :
Europe
- Royaume-Uni
- France
- Allemagne
- Autriche
- Royaume de Hongrie
- Royaume de Yougoslavie
- Royaume de Grèce

Afrique
- Royaume d'Égypte
- Soudan anglo-égyptien
- Ouganda
- Kenya
- Tanganyika
- Rhodésie du Nord
- Rhodésie du Sud
- Union d'Afrique du Sud

Les gagnants de la course furent C. W. A. Scott et Giles Guthrie. Scott était célèbre pour trois records Angleterre-Australie et pour avoir remporté la MacRobertson Air Race avec Tom Campell Black deux ans plus tôt. Scott et Guthrie pilotaient un Percival Vega Gull et sont arrivés à l'aéroport de Rand le 1er octobre 1936. L'avion avait quitté Portsmouth 52 heures 56 minutes 48 secondes plus tôt. Parmi les 14 participants à la course, Scott et Guthrie ont été les seuls à terminer, remportant le prix de 10 000 £.
Alington et Booth se sont posés près de Ratisbonne en Allemagne et ont endommagé un train d'atterrissage. A. Miller, pilotant un Percival Mew Gull, a effectué un atterrissage forcé devant Belgrade et a abandonné. Le B.A.4 Double Eagle de T. Rose a été endommagé sur un aérodrome du Caire, en raison du pliage du train d’atterrissage. Victor Smith pilotant Miles Sparrowhawk, avait des problèmes d'essence depuis Salonique et finit par abandonner à Khartoum. Le 30 septembre, S. Halse s'écrase à 20 milles de Salisbury et D. Llewellyn et C. Hughesdon avant Abercorn, sur une rive du lac Tanganika. Dans des conditions météorologiques difficiles, le Airspeed Envoy s'écrase lors d'un décollage à partir d'Abercorn, tuant le pilote Maxwell Findlay et l'opérateur radio A. Morgan, tandis que Kenneth Waller et le passager Derek Peachey restent grièvement blessés. Enfin, E.E. Clouston s'écrasa à l'atterrissage à 150 miles au sud de Salisbury dans son Miles M.2.

## Galerie

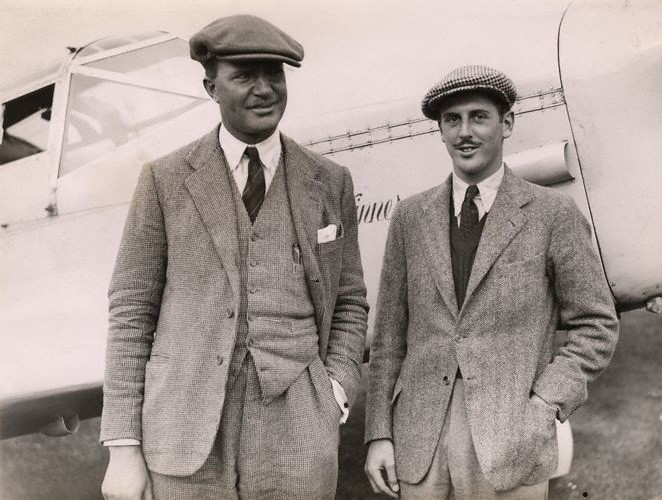
Scott et Guthrie, les vainqueurs de l'épreuve
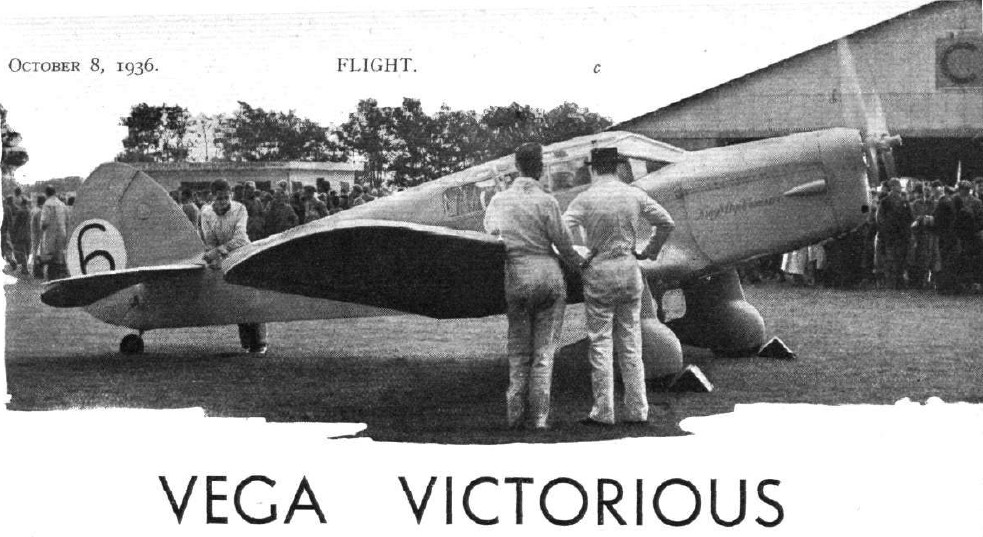
Le Percival Vega Gull de Scott et Guthrie
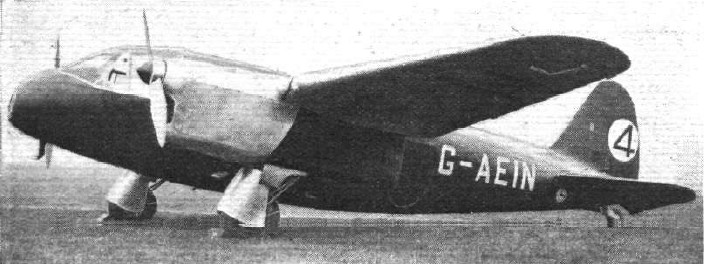
British Aircraft Double Eagle